# 松尾神社 (横浜市)
松尾神社（まつおじんじゃ）は、神奈川県横浜市戸塚区上矢部町421番地にある神社。

## 概要
京都・松尾大社の分霊を勧請（文暦元年。1234年）して創建したとも、源頼朝による建立とも伝わる。弘治年間（1555年～1558年）に現在地へ遷座し、「田中大明神」や「田中岡の神社」と称された。やがて江戸期に大山詣りが盛んとなるにつれて、柏尾道を通る旅人たちがこぞって参拝するようになる。明治初年、旧社格制度下にあって丹後山神明社（現在は当社の兼務社）が村社に昇格したことに伴い上矢部村の総鎮守の役割はそちらへ移ったものの、平成二十七年（2015年）に神明社より本務機能を移転し、現在に至る。

## 御祭神
御祭神は大山咋神（おおやまぐいのかみ）。大山咋神は古来、山林の地主神として信仰を集めているほか、建築・土木、製鉄・冶金、紡績・織布、発酵・醸造など各種産業の守護神としても篤く尊崇され、全国の松尾神社・日枝神社の主祭神として奉斎されている。古来、秦氏が氏神として奉斎してきた。御神使は亀と鯉で、大山咋神が保津川を遡って山城國・丹波國を拓かれたとき、急流においては鯉に乗り、渓流においては亀に乗って進まれたとの故事に由来する。

また、末社御祭神として、本殿へ至る石段右側の地に下記の三神を祀っている。
地神（ぢじん。大地を司り守護し、豊穣をもたらす神）
疫神（えきじん。疫病から人々を守護する神）
疱瘡神（ほうそうしん。天然痘から人々を守護する神）

## 境内
境内の整備状況は以下の通りとなっている。

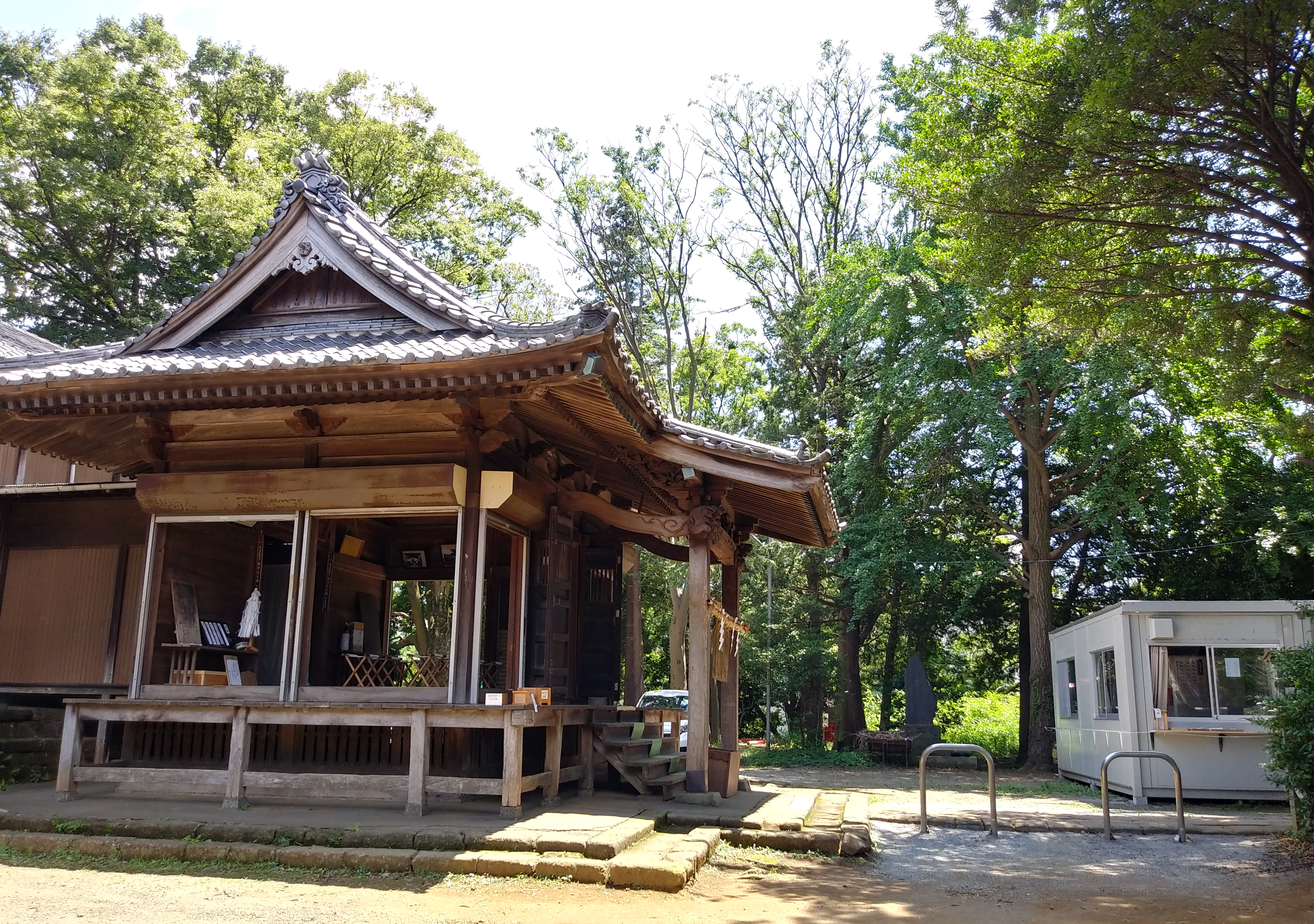
社殿横

- 社殿は文化四年（1807年）の再建。拝殿は昭和四十二年（1967年）に改装
- 末社は文化四年（1807年）に勧請
- 蚕霊碑（さんれいひ。生糸を採った蚕の慰霊碑）は大正十三年（1924年）の再建。上矢部でかつて養蚕が盛んだった名残り
- 御神木は公孫樹（イチョウ）2本と欅1本。横浜市指定保存樹木になっている
- 稲荷社は寛永十四年（1637年）前後の奉祀と伝わる。町内の旧家から祭祀を継承して近く正式にご鎮座予定
- 御神井は手水舎とともに整備予定
- 石鳥居
- 手水舎は整備予定
- 白梅と紅梅は参道左側に見ることができる

## 年中行事
歳旦祭・・・一月一日
元始祭・・・一月三日

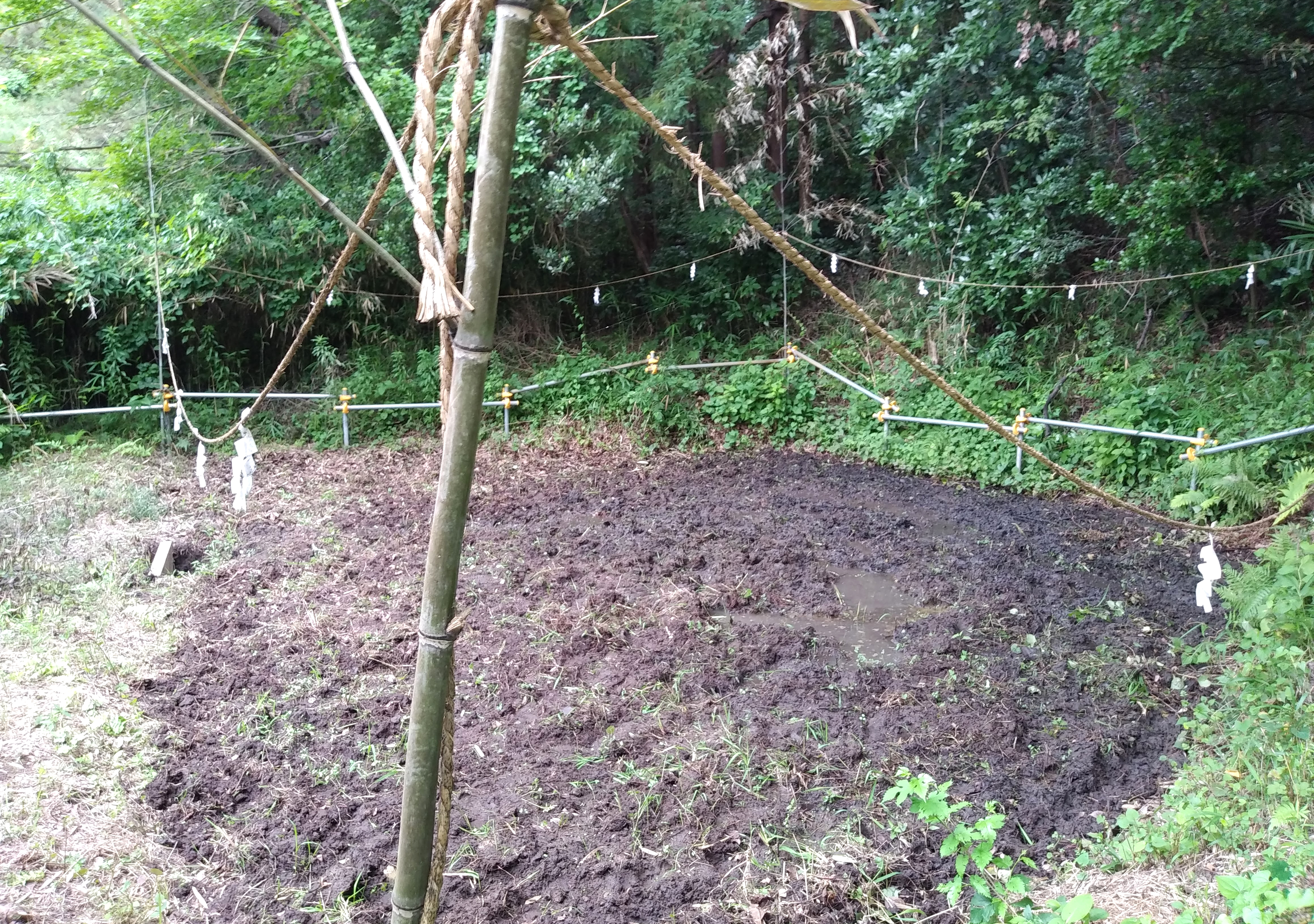
松尾神社の神田（しんでん）

例祭・・・三月二十五日（またはそれに近い日曜日）
御田植祭・・・六月頭頃
夏越の大祓・・・六月三十日
抜穂祭・・・九月末頃
新嘗祭・・・十一月二十三日
年越の大祓および除夜祭・・・十二月三十一日

## 交通および周辺環境
戸塚駅東口発・上矢部インター行き神奈川中央交通バス乗車、上矢部バス亭下車徒歩7分。
神社境内裏手には公園があり、地域住民が憩う。周辺には団地や民家が点在。付近には阿久和川が流れ、畑地や丘陵も見られる。